# 櫻桃成熟時
《櫻桃成熟時》（法語：Le Temps des cerises）是一首经典的法國革命歌曲和抒情歌曲。作品為由法國詩人让-巴蒂斯塔·克莱芒于1866年作詞，劇院歌手安托万·雷纳尔1868年作曲所完成。巴黎公社运动期间，此歌被引用為能反應當時社會不安氣氛的歌曲。公社被镇压后，克莱芒添加了一段新歌词，并以此歌向一位志愿保卫巴黎公社的女护士路易丝致敬。因此，这首歌虽是抒情歌曲，但也经常被用作纪念巴黎公社的革命歌曲。
歌曲完成至今已被多名歌手翻唱，如伊夫·蒙當、娜娜·穆斯庫莉等等。也在1992年日本吉卜力工作室的劇院動畫《紅豬》中選作為插入歌，並由該片配音成員之一加藤登紀子以法語原文演唱。